# Wilhelm Weber (Kunsthistoriker)
Wilhelm Weber (* 20. Juni 1918 in Limbach bei Homburg; † 30. Dezember 1999 in Mainz)  war ein deutscher Kunsthistoriker und bildender Künstler.

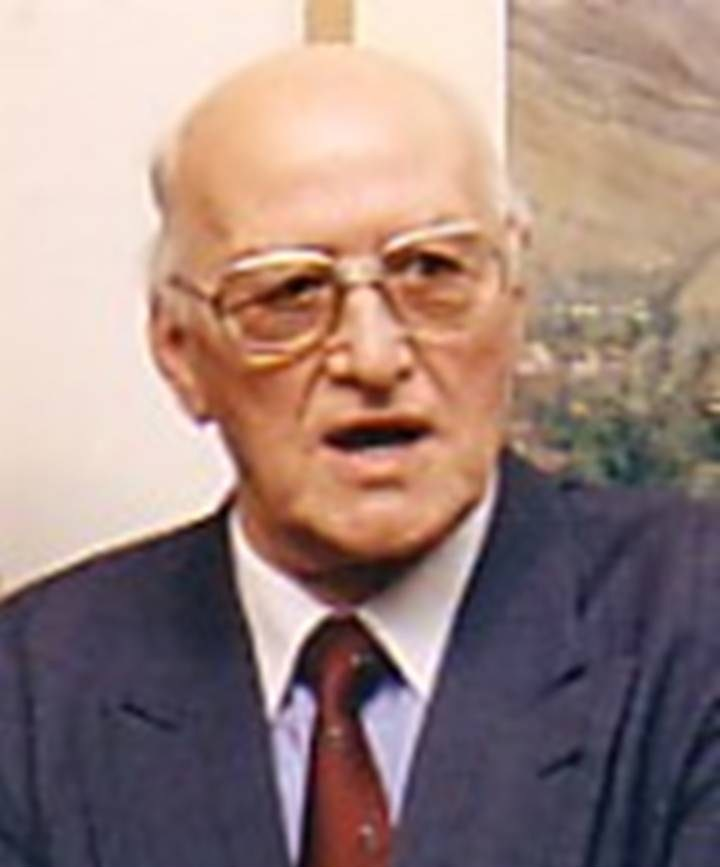
Wilhelm Weber (1994)

## Leben
Wilhelm Weber war ein Ururenkel der Limbacher Müller-Familie Weber-Cron, aus der später der Gründer der Homburger Karlsberg Brauerei, Christian Weber, hervorging. Weber verbrachte Kindheit und Jugend in der Limbacher Mühle, die seinerzeit noch in vollem Wirtschaftsbetrieb stand. 1937 legte er sein Abitur ab und erhielt anschließend ein Stipendium der Studienhilfe des Deutschen Volkes. Allerdings konnte er kein Studium beginnen, da er zum Militärdienst eingezogen wurde, wo er von 1939 bis 1943 im Kriegsdienst stand. Nach einer schweren Erkrankung (Tropenkrankheit) wurde er vom Militärdienst befreit und nahm in Dresden ein Studium an der Akademie für Bildende Künste auf. Dort überlebte er auch am 13. Februar 1945 die Bombardierung der Stadt.
Nach Kriegsende nahm Weber sein Studium der Kunstwissenschaft wieder auf, ab 1947 in Paris (Académie des Beaux-Arts) und ab 1949 in Rom. Er kehrte 1950 aus dem Ausland zurück und setzte sein Studium in den Fächern Kunstgeschichte, Klassische Archäologie und Philosophie an der Universität Heidelberg fort. 1953 wechselte Weber zur Universität des Saarlandes in Saarbrücken. 1960 wurde er zum Kustos an der Pfalzgalerie in Kaiserslautern bestellt, danach 1965 zu deren Direktor. 1978 übernahm er die Leitung des Mittelrheinischen Landesmuseums in Mainz, die er bis zu seiner Pensionierung 1983 innehatte.
Neben seiner hauptamtlichen Direktorentätigkeit wurde Weber 1978 zum Honorarprofessor an der Universität Kaiserslautern ernannt und erhielt in dieser Eigenschaft einen Lehrauftrag für Kunstgeschichte. Einen Lehrauftrag für Museumskunde erhielt er einige Zeit später von der Universität Mainz. Weber machte sich in zahlreichen Fällen als Gutachter in Fragen der Echtheitsüberprüfung von Kunstwerken einen Namen. Weiterhin war er als freier Mitarbeiter für zahlreiche regionale und überregionale Zeitungen und Fachzeitschriften tätig, unter anderem für Die Zeit und die Frankfurter Allgemeine Zeitung.
Wilhelm Weber war mit Ursula Weber (geborene Karius) verheiratet. Aus der Ehe gingen drei Kinder hervor: Eva-Maria, Andreas und Christine. Wilhelm Weber lebte nach dem Krieg eine kurze Zeit in Limbach, dann mit der Familie in Homburg und später in Kaiserslautern und Mainz. Er wurde auf dem Mainzer Hauptfriedhof bestattet; eine Steinplatte am Weberschen Familiengrab in Limbach erinnert an ihn.

## Wissenschaftliche und Museumstätigkeit
Weber schuf sich im Laufe der Jahre ein umfassendes Netzwerk an Kontakten und Verbindungen im nationalen und internationalen Kunstbetrieb. Als Direktor der Pfalzgalerie in Kaiserslautern erweiterte er deren Eigenbestände um einen beachtlichen Fundus an Meisterwerken der deutschen und französischen Klassischen Moderne und machte das Museum auch außerhalb der Region mit hochrangigen Ausstellungen bekannt. Mit zahlreichen Künstlern, unter anderem mit Otto Dix und  Hans Purrmann, verband Weber eine persönliche Freundschaft. Enge Verbindungen pflegte er auch mit dem Sammler-Ehepaar Peter und Irene Ludwig wie auch mit dem Picasso-Vertrauten Daniel-Henry Kahnweiler.
Nach seinem Wechsel zum Landesmuseum Mainz erweiterte er dessen Angebot in erheblichem Maß. Er richtete neue Abteilungen ein und baute sie zu angesehenen Präsentationsstätten aus: Abteilung für Römische Kunst, Abteilung für Judica, Abteilung für Mittelalter und Neuzeit. Durch den Neuerwerb bedeutender Gemälde, unter anderem von Chagall und Picasso, festigte er den Ruf des Museums. Webers besonderes Augenmerk galt Leben und Werk des saarpfälzischen Künstlers Albert Weisgerber (1878–1915) aus St. Ingbert. Er vermittelte Ankäufe wichtiger Weisgerber-Gemälde für das Museum St. Ingbert und trug wesentlich zur Positionierung des Künstlers in der Kunstgeschichte bei durch die Publizierung zahlreicher wissenschaftlicher Schriften.
Einen weiteren Schwerpunkt seiner Arbeit legte Weber auf das Genre der Lithografie. Auf dieses Thema aufmerksam wurde er im Rahmen seiner Beschäftigung mit dem Hambacher Fest und dessen Protagonisten Philipp Jakob Siebenpfeiffer, der etliche Jahre Landcommissär (Vorgänger der Amtsbezeichnung Landrat) in Homburg (Saarpfalz-Kreis) war. Siebenpfeiffer war später einer der führenden Freiheitskämpfer und zeitweise Herausgeber der freiheitlich-liberalen Zeitungen Der Westbote und Rheinbayern. Weber gab eine inzwischen zum Standardwerk avancierte Geschichte der Lithografie heraus, die auch ins Englische und Französische übersetzt wurde.

## Ehrenamtliche Tätigkeit

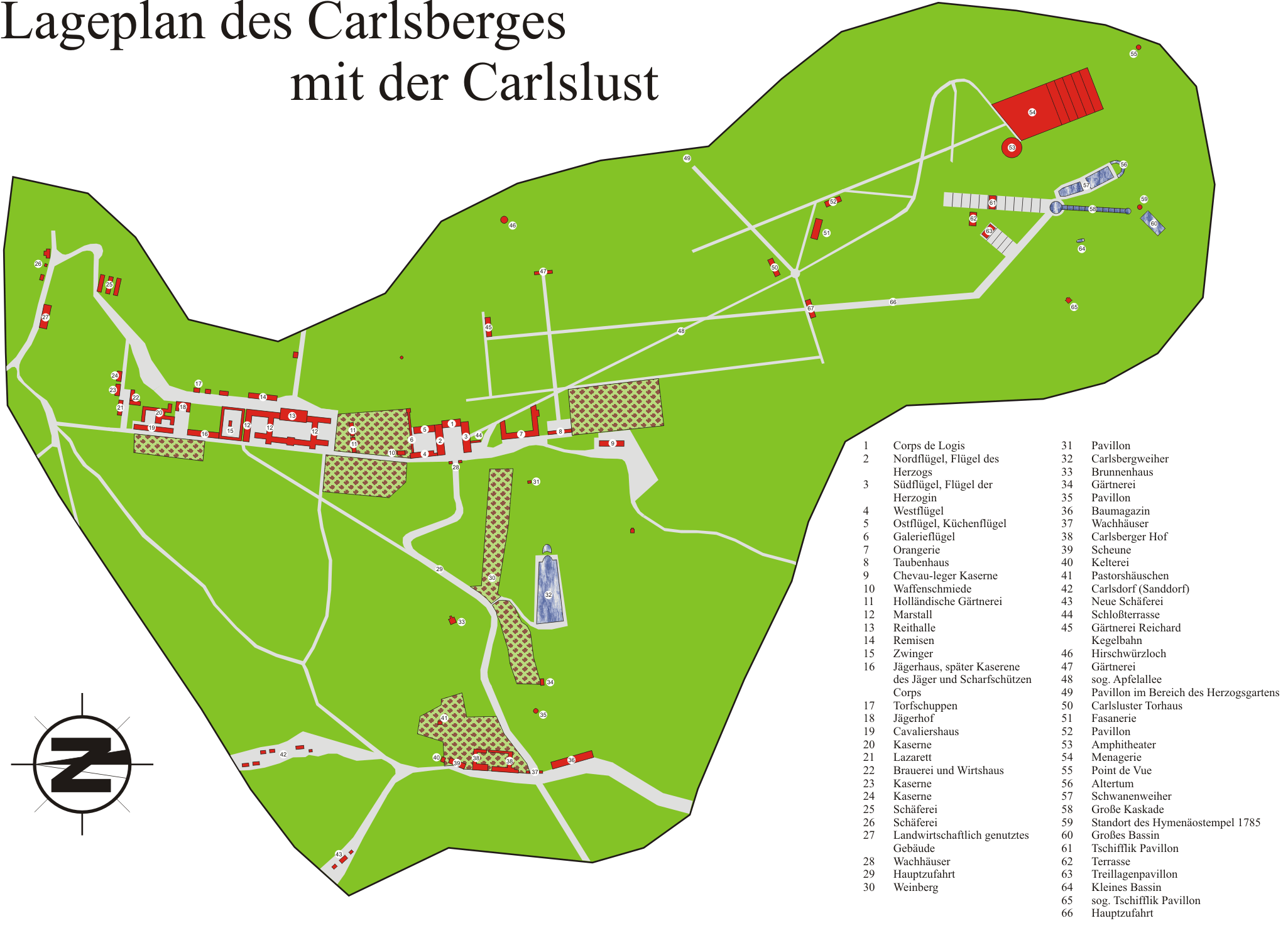
Schloss Carlsberg: Lageplan

In den 1950er Jahren widmete sich Wilhelm Weber der Kulturförderung, insbesondere der regionalen Geschichtsforschung in der saarpfälzischen Kreisstadt Homburg. Er war bis 1960 Leiter des dortigen Verkehrsvereins, Leiter des örtlichen Museums und auch Vorsitzender des Historischen Vereins. In dieser Zeit machte sich Weber mit der Kuratierung von Ausstellungen  bekannter Künstler, unter anderem einer frühen Slevogt-Ausstellung, in der Fachwelt einen Namen. In besonderer Weise widmete er sich der Erforschung des Schlosses Karlsberg, das Herzog Karl II. August von Pfalz-Zweibrücken auf dem Buchenberg (heute Karlsberg) bei Homburg von 1778 bis 1788 errichten ließ. Für sein Engagement wurde ihm 1993 die Homburger Bürgermedaille (höchste Auszeichnung der Stadt Homburg) verliehen.
Ein weiterer Schwerpunkt seiner ehrenamtlichen Tätigkeit war die Erforschung des Limbachers Theobald Hock, dessen Wirken nicht nur als Schriftsteller, sondern auch als Vermittler zwischen Protestanten im Vorfeld des Dreißigjährigen Krieges Weber dokumentierte. Weber war von 1983 bis 1999 der 1. Vorsitzende der Pfälzischen Sezession und Vorsitzender der Vereinigung Pfälzer Kunstfreunde.

## Künstlerische Tätigkeit
Wilhelm Weber war ein begabter Zeichner und Maler. Bereits zu seinen Schülerzeiten fertigte er Porträts seiner Mitschüler an und skizzierte auf dem Schulweg in der Eisenbahn Arbeiter, die von der Nachtschicht nach Hause fuhren. Neben Porträts waren seine bevorzugten Sujets historische und künstlerisch gestaltete Bauten. In späteren Jahren fertigte Weber auch Kopien von bekannten Gemälden hochrangiger Maler an.

## Veröffentlichungen (Auswahl)
- Albert Weisgerber. Zeichnungen. Hrsg. vom Saarländischen Heimat- und Kulturbund zum 80. Geburtstag des Malers, Verlag Die Mitte, Saarbrücken 1958, DNB 455434212. (Schriftenreihe des Saarländischen Heimat- und Kulturbundes; 2).
- Saxa loquuntur – Steine reden. Geschichte der Lithographie. Verlag Heinz Moos, Heidelberg 1961, DNB 455397376.
- Rabanus Maurus in seiner Zeit. 780–1980. Ausstellungskatalog, Hrsg.: Mittelrheinisches Landesmuseum Mainz, Gesamtredaktion: Wilhelm Weber, Verlag Philipp von Zabern, Mainz 1980, ISBN 3-8053-0478-1.
- Vom Jüdischen Museum bis zur Judaica-Sammlung im Mittelrheinischen Landesmuseum Mainz. In: Monumenta Judaica. Mainz 1983, S. 3–25.
- Schloss Karlsberg – Legende und Wirklichkeit. Die Wittelsbacher Schloßbauten im Herzogtum Pfalz-Zweibrücken. Ermer, Homburg-Saarpfalz 1987, ISBN 3-924653-02-X.